# Fantyna
Fantyna – bohaterka powieści Nędznicy Wiktora Hugo.

## Biografia bohaterki
Nie wiadomo nic o rodzinie Fantyny, wychowała się na ulicy w Montreuil-sur-Mer, imię zawdzięczała przypadkowemu przechodniowi. Jako nastolatka udała się do Paryża, gdzie najpierw pracowała w fabryce, następnie została utrzymanką wiecznego studenta, Feliksa Tholomyesa. Miała z nim córkę Eufrazję (Kozetę). Po dwóch latach Tholomyes porzucił ją samą z dzieckiem. Fantyna postanowiła wówczas udać się do rodzinnego miasta w nadziei na znalezienie pracy. Kozetę zostawiła pod opieką przypadkowo spotkanej rodziny Thenardier, nie chcąc, by wyszło na jaw jej nieślubne dziecko. Pracowała przez rok w fabryce mera miasta Madeleine'a, kiedy jej tajemnica została odkryta. Wyrzucona z pracy, Fantyna imała się różnych niskopłatnych zajęć, sprzedała włosy i dwa zęby, a następnie została prostytutką, by móc nadal wysyłac pieniądze na utrzymanie Kozety. Zachorowała na suchoty.
Została aresztowana przez inspektora Javerta po bójce z potencjalnym klientem, Bamatabois, zamożnym dandysem, który wrzucił jej śnieg za sukienkę. Za sprawą interwencji Madeleine'a nie trafiła jednak do więzienia, ale do szpitala. Mer miasta zaopiekował się nią i obiecał sprowadzić Kozetę do Montreuil, jak i umożliwić obydwu godne życie. W międzyczasie jednak wyszła na jaw jego prawdziwa tożsamość ("sprawa Champmathieu"). Został aresztowany przez Javerta przy łóżku Fantyny, która zmarła, doznawszy ciężkiego szoku. Pochowano ją, wbrew woli Madeleine'a, w zbiorowej mogile.

## Inspiracje i rola bohaterki w utworze
Wiktor Hugo wprowadził do Nędzników wątek Fantyny zainspirowany sytuacją, jaką widział na własne oczy – prostytutka, nachalnie zaczepiana przez bogatego mieszczanina, zaatakowała go i została zatrzymana przez policję. Wówczas pisarz uzyskał jej uwolnienie. Fantyna ma w powieści stanowić przykład osoby z natury dobrej, lecz deprawowanej przez społeczeństwo, a do ostatecznego moralnego upadku zmuszanej przez nędzę.
Postacią skonstruowaną podobnie jak Fantyna jest postać literacka Michaliny Flechard w powieści Rok dziewięćdziesiąty trzeci (1874) tego samego autora.

## Musical
W musicalu Les Misérables Claude'a-Michela Schönberga Fantyna jest jedną z głównych postaci,  jej historia różni się nieznacznie od tej z książki. Pojawia się m.in. w finale musicalu, aby wraz z Eponiną zabrać Jeana Valjeana do nieba.

### Piosenki
- Kiedy kończy się dzień
- Wyśniłam sen
- Miłe panie
- Aresztowanie Fantyny
- Podejdź tu (Śmierć Fantyny)
- Epilog

### Obsada w musicalach
- Rose Laurens, 1980 Oryginalna Obsada Francuska
- Patti LuPone, 1985 Oryginalna Londyńska Obsada
- Randy Graff, 1987 Oryginalna Obsada Brodwayowska
- Louise Pitre, 1989, Oryginalna Obsada Kanadyjska, 1991 Wznowienie Paryskie
- Gemma Castaño, 1992 Oryginalna Obsada Hiszpańska
- Ruthie Henshall, 1992 Obsada Londyńska, 1995 Les Misérables - The Dream Cast in Concert
- Alessandra Maestrini, 2001 Oryginalna Obsada Brazylijska
- Lea Salonga, 2005 Wznowienie na Brodwayu oraz 2010 Koncert z okazji 25-lecia wystawiania Les Misérables w Londynie
- Edyta Krzemień, 2010 – 2012 Teatr Muzyczny Roma pierwsza obsada
- Sierra Boggess, obsada na West Endzie (2012)

## Adaptacje filmowe
W rolę Fantyny wcielały się, w kolejnych adaptacjach filmowych, m.in.:
- Florelle (1934)
- Florence Eldridge (1935)
- Sylvia Sidney (1952)
- Danièle Delorme (1958)
- Evelyne Bouix (1982)
- Uma Thurman (1998)
- Charlotte Gainsbourg (2000)
- Anne Hathaway (2012) – Les Misérables